# Hawker, South Australia
Hawker är en ort i Australien. Den ligger i kommunen Flinders Ranges och delstaten South Australia, omkring 340 kilometer norr om delstatshuvudstaden Adelaide. Antalet invånare är 363.
Trakten runt Hawker är nära nog obefolkad, med mindre än två invånare per kvadratkilometer.. 
Omgivningarna runt Hawker är i huvudsak ett öppet busklandskap. Genomsnittlig årsnederbörd är 362 millimeter. Den regnigaste månaden är februari, med i genomsnitt 73 mm nederbörd, och den torraste är oktober, med 8 mm nederbörd.